# Episodi di Madri - Una vita d'amore (quarta stagione)
La quarta stagione della serie televisiva spagnola Madri - Una vita d'amore (Madres. Amor y vida), composta da 8 episodi, è stata distribuita in prima visione in Spagna sul servizio di streaming Amazon Prime Video l'8 aprile 2022 e verrà trasmessa in televisione su Telecinco a data da destinarsi.
In Italia la stagione è inedita.
| n° | Titolo originale             | Titolo italiano | Pubblicazione Spagna | Prima TV Spagna | Pubblicazione Italia |
| -- | ---------------------------- | --------------- | -------------------- | --------------- | -------------------- |
| 1  | El mundo es de los valientes |                 | 8 aprile 2022        | inedita         | inedita              |
| 2  | Ser diferente                |                 | 8 aprile 2022        | inedita         | inedita              |
| 3  | París                        |                 | 8 aprile 2022        | inedita         | inedita              |
| 4  | Je ne comprends pas          |                 | 8 aprile 2022        | inedita         | inedita              |
| 5  | Sincericidio                 |                 | 8 aprile 2022        | inedita         | inedita              |
| 6  | La princesa de hielo         |                 | 8 aprile 2022        | inedita         | inedita              |
| 7  | Pólvora                      |                 | 8 aprile 2022        | inedita         | inedita              |
| 8  | Código rojo                  |                 | 8 aprile 2022        | inedita         | inedita              |

## El mundo es de los valientes
- Titolo originale: El mundo es de los valientes
- Diretto da: Ana Vázquez
- Scritto da: Dani del Águila

### Trama
- Ascolti Spagna (Telecinco): telespettatori ? – share ?.

## Ser diferente
- Titolo originale: Ser diferente
- Diretto da: Ana Vázquez
- Scritto da: Mónica Ovejero

### Trama
- Ascolti Spagna (Telecinco): telespettatori ? – share ?.

## París
- Titolo originale: París
- Diretto da: María Pulido
- Scritto da: Mauricio Romero

### Trama
- Ascolti Spagna (Telecinco): telespettatori ? – share ?.

## Je ne comprends pas
- Titolo originale: Je ne comprends pas
- Diretto da: María Pulido
- Scritto da: Marta Sánchez

### Trama
- Ascolti Spagna (Telecinco): telespettatori ? – share ?.

## Sincericidio
- Titolo originale: Sincericidio
- Diretto da: Belén Macías
- Scritto da: Mónica Ovejero

### Trama
- Ascolti Spagna (Telecinco): telespettatori ? – share ?.

## La princesa de hielo
- Titolo originale: La princesa de hielo
- Diretto da: Belén Macías
- Scritto da: Mauricio Romero

### Trama
- Ascolti Spagna (Telecinco): telespettatori ? – share ?.

## Pólvora
- Titolo originale: Pólvora
- Diretto da: Ana Vázquez
- Scritto da: Anna Casado

### Trama
- Ascolti Spagna (Telecinco): telespettatori ? – share ?.

## Código rojo
- Titolo originale: Código rojo
- Diretto da: Ana Vázquez
- Scritto da: Mónica Ovejero & Dani del Águila

### Trama
- Ascolti Spagna (Telecinco): telespettatori ? – share ?.